# Степанов, Николай Владимирович
Степанов Николай Владимирович (род. 22 июня 1974, Чита, СССР) — российский управленец, предприниматель, Президент "Новосибирской Региональной Федерации САМБО"

## Образование
В 1991 окончил среднюю школу в городе Чита с золотой медалью.
В 1996 окончил с отличием Иркутскую Государственную экономическую Академию по специальности "Экономика и управление производством". Кандидат экономических наук.
В 1998 прошёл обучение в рамках Президентской программы по подготовке управленческих кадров для народного хозяйства Российской Федерации.

## Профессиональная деятельность
- С 1996 по 2003 работал на предприятиях энергетики РФ. Прошёл путь от работника "ЧитаЭнергосбыта", директора предприятия электрических сетей ОАО "Читаэнерго", директора "Дальэнергосбыта", до управляющего ОАО "Дальэнерго", заместителя генерального директора по электрическим сетям и энергосбытовой деятельности ОАО "Дальневосточная энергетическая управляющая компания".
- С 2003 по 2007 – член правления, заместитель председателя правления, член совета директоров ОАО "Российские коммунальные системы".
- С 2008 по 2012 – руководитель антикризисного штаба при совете директоров группы RU-COM, генеральный директор RU-COM, председатель совета директоров RU-COM.

В настоящее время управляет собственными бизнес-проектами.
В январе 2016 года утвержден на должность советника президента Всероссийской федерации самбо.
В сентябре 2016 года избран президентом Новосибирской региональной федерации самбо.
В марте 2018 года избран вице-президентом Всероссийской федерации самбо
В 2010 году приказом министерства энергетики Российской Федерации за большой личный вклад в развитие топливно-энергетического комплекса Н. В. Степанову была вручена почётная грамота и присвоено звание "Почетный энергетик".
- В феврале 2012 года президентом Российской Федерации объявлена благодарность Президента Российской Федерации;
- В августе 2012 года указом президента Российской Федерации награждён медалью ордена «За заслуги перед Отечеством» II степени;
- В сентябре 2016 года указом Президента Российской Федерации награждён орденом Почёта.
- В ноябре 2018 года указом Президента Российской Федерации награждён орденом Дружбы.